# مدرسة إس راجاراتنام للدراسات الدولية
مدرسة إس. راجاراتنام للدراسات الدولية (بالإنجليزية: S. Rajaratnam School of International Studies (RSIS)): هي مدرسة دراسات عليا مستقلة ومجمع تفكير موجه نحو السياسات تابع لجامعة نانيانغ التكنولوجية في سنغافورة. تأسس باسم معهد الدراسات الدفاعية والاستراتيجية في 1996 (بالإنجليزية: Institute of Defence and Strategic Studies (IDSS)). تقدم المدرسة تعليمًا عاليًا في العلاقات الدولية والدراسات الاستراتيجية. تعتبر واحدة من أفضل مدارس الدراسات العليا للدراسات الدولية في آسيا.